# Lutas nos Jogos Pan-Americanos de 2019 - Livre até 86 kg masculino
A categoria até 86 kg masculino foi um dos eventos da luta livre nos Jogos Pan-Americanos de 2019. Foi disputada em 10 de agosto, no Coliseu Miguel Grau.

## Calendário
Horário local (UTC-5).
| Data         | Horário | Fase                |
| ------------ | ------- | ------------------- |
| 10 de agosto | 9:57    | Preliminar          |
| 10 de agosto | 10:39   | Quartas de final    |
| 10 de agosto | 11:20   | Semifinal           |
| 10 de agosto | 16:49   | Disputa pelo bronze |
| 10 de agosto | 16:59   | Final               |

## Medalhistas
| Ouro   | CUB Yurieski Torreblanca            |
| Prata  | VEN Pedro Ceballos                  |
| Bronze | COL Carlos Izquierdo USA Pat Downey |

## Resultados

### Chave
|  | Preliminar                 | Preliminar                 | Preliminar |  |  | Quartas-de-final           | Quartas-de-final           | Quartas-de-final           |   |                      | Semifinais           | Semifinais           | Semifinais |  |  | Final | Final | Final |
|  |                            |                            |            |  |  |                            |                            |                            |   |                      |                      |                      |            |  |  |       |       |       |
|  |                            |                            |            |  |  |                            |                            |                            |   |                      |                      |                      |            |  |  |       |       |       |
|  |                            |                            |            |  |  | Pedro Ceballos (VEN)       | Pedro Ceballos (VEN)       | 11                         |   |                      |                      |                      |            |  |  |       |       |       |
|  |                            |                            |            |  |  | Christian Anguiano (MEX)   | Christian Anguiano (MEX)   | 0                          |   |                      |                      |                      |            |  |  |       |       |       |
|  |                            |                            |            |  |  |                            |                            |                            |   | Pedro Ceballos (VEN) | Pedro Ceballos (VEN) | 10                   |            |  |  |       |       |       |
|  |                            |                            |            |  |  |                            | Carlos Izquierdo (COL)     | Carlos Izquierdo (COL)     | 0 |                      |                      |                      |            |  |  |       |       |       |
|  |                            |                            |            |  |  | Carlos Izquierdo (COL)     | Carlos Izquierdo (COL)     | 6                          |   |                      |                      |                      |            |  |  |       |       |       |
|  |                            |                            |            |  |  | Pool Ambrocio (PER)        | Pool Ambrocio (PER)        | 4                          |   |                      |                      |                      |            |  |  |       |       |       |
|  |                            |                            |            |  |  |                            |                            |                            |   |                      | Pedro Ceballos (VEN) | Pedro Ceballos (VEN) | 3          |  |  |       |       |       |
|  |                            |                            |            |  |  |                            | Yurieski Torreblanca (CUB) | Yurieski Torreblanca (CUB) | 4 |                      |                      |                      |            |  |  |       |       |       |
|  |                            |                            |            |  |  | Angus Arthur (JAM)         | Angus Arthur (JAM)         | 4                          |   |                      |                      |                      |            |  |  |       |       |       |
|  |                            |                            |            |  |  | Pat Downey (USA)           | Pat Downey (USA)           | 14                         |   |                      |                      |                      |            |  |  |       |       |       |
|  |                            |                            |            |  |  |                            |                            |                            |   | Pat Downey (USA)     | Pat Downey (USA)     | 2                    |            |  |  |       |       |       |
|  | Ricardo Báez (ARG)         | Ricardo Báez (ARG)         | 0          |  |  |                            | Yurieski Torreblanca (CUB) | Yurieski Torreblanca (CUB) | 7 |                      |                      |                      |            |  |  |       |       |       |
|  | Alex Moore (CAN)           | Alex Moore (CAN)           | 10         |  |  | Alex Moore (CAN)           | Alex Moore (CAN)           | 0                          |   |                      |                      |                      |            |  |  |       |       |       |
|  | Diego Ramírez (PAR)        | Diego Ramírez (PAR)        | 0          |  |  | Yurieski Torreblanca (CUB) | Yurieski Torreblanca (CUB) | 10                         |   |                      |                      |                      |            |  |  |       |       |       |
|  | Yurieski Torreblanca (CUB) | Yurieski Torreblanca (CUB) | 12         |  |  |                            |                            |                            |   |                      |                      |                      |            |  |  |       |       |       |

### Repescagem
|  | Primeira rodada          | Primeira rodada        | Primeira rodada |  |  | Disputa pelo bronze      | Disputa pelo bronze      | Disputa pelo bronze |
|  |                          |                        |                 |  |  |                          |                          |                     |
|  | Christian Anguiano (MEX) |                        |                 |  |  |                          |                          |                     |
|  | bye                      | bye                    |                 |  |  | Christian Anguiano (MEX) | Christian Anguiano (MEX) | 5                   |
|  | Carlos Izquierdo (COL)   | Carlos Izquierdo (COL) |                 |  |  | Carlos Izquierdo (COL)   | Carlos Izquierdo (COL)   | 6                   |
|  | bye                      |                        |                 |  |  |                          |                          |                     |
|  |                          |                        |                 |  |  |                          |                          |                     |
|  |                          |                        |                 |  |  |                          |                          |                     |
|  |                          |                        |                 |  |  |                          |                          |                     |

|  | Primeira rodada     | Primeira rodada     | Primeira rodada |  |  | Disputa pelo bronze | Disputa pelo bronze | Disputa pelo bronze |
|  |                     |                     |                 |  |  |                     |                     |                     |
|  | Diego Ramírez (PAR) | Diego Ramírez (PAR) | 0               |  |  |                     |                     |                     |
|  | Alex Moore (CAN)    | Alex Moore (CAN)    | 10              |  |  | Alex Moore (CAN)    | Alex Moore (CAN)    | 0                   |
|  | Bye                 | Bye                 | 0               |  |  | Pat Downey (USA)    | Pat Downey (USA)    | 5F                  |
|  | Pat Downey (USA)    | Pat Downey (USA)    | 10              |  |  |                     |                     |                     |
|  |                     |                     |                 |  |  |                     |                     |                     |
|  |                     |                     |                 |  |  |                     |                     |                     |
|  |                     |                     |                 |  |  |                     |                     |                     |